# Andrena nippon
Andrena nippon là một loài Hymenoptera trong họ Andrenidae. Loài này được Tadauchi & Hirashima mô tả khoa học năm 1983.